# Patrick White

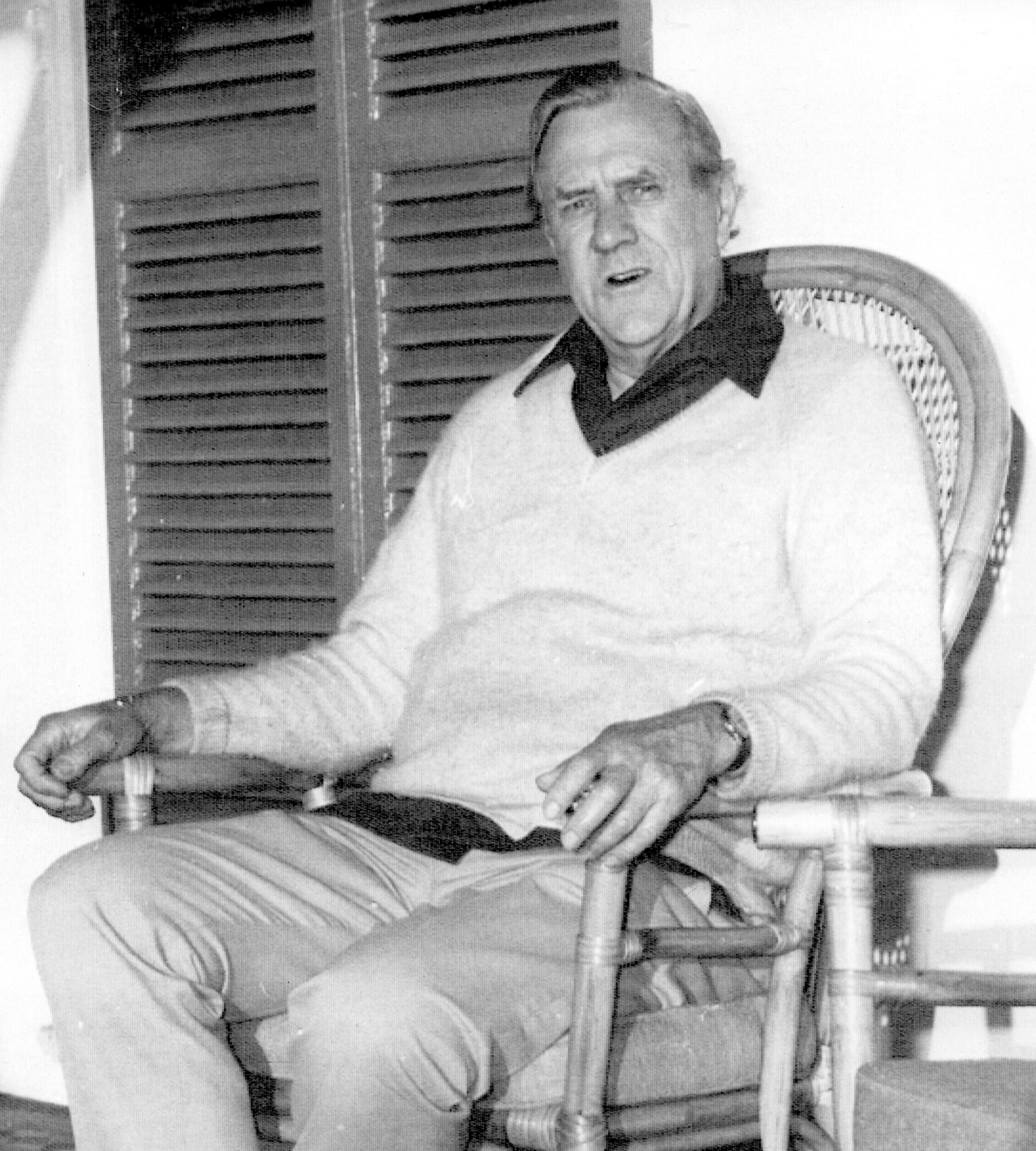
Patrick White, 1973

Patrick Victor Martindale White (* 28. Mai 1912 in London; † 30. September 1990 in Sydney) war ein australischer Schriftsteller. Er erhielt 1973 als bislang einziger Schriftsteller seines Kontinents den Nobelpreis für Literatur und gilt als einer der wichtigsten englischsprachigen Autoren des 20. Jahrhunderts. Sein Gesamtwerk umfasst zwölf Romane, dazu Gedichte, Kurzgeschichten, Dramen, Essays und eine Autobiografie.

## Leben

### Kindheit und Jugend
Whites Eltern Victor White und Ruth Withycombe waren Australier, deren kleinbäuerliche Vorfahren von Somerset in England nach Australien ausgewandert waren. Die White-Familie hatte es dort als Viehzüchter zu beträchtlichem Grundbesitz gebracht, und das Ehepaar bereiste nach der Hochzeit etwa zwei Jahre Europa und Länder des Nahen Ostens, so dass Patrick White 1912 im Londoner Knightsbridge-Distrikt geboren wurde. Als er sechs Monate alt war, kehrte die Familie nach Australien zurück und ließ sich in Sydney nieder. Man lebte in zwei benachbarten Wohnungen, einer für die Eltern und einer für Patrick, seine jüngere Schwester Sue und die Kindermädchen und Dienstboten; eine Distanz, die bezeichnend wurde für Whites Beziehung zu seinen Eltern.
Nachdem die Familie 1916 ein großes Anwesen in Sydney gekauft hatte, erkrankte Patrick mit vier Jahren an Asthma, woran bereits sein Großvater mütterlicherseits gestorben war. Die angegriffene Gesundheit, die ihn von sportlichen Aktivitäten und „Jungenspielen“ abhielt, dürfte ihren Beitrag zu eher geistigen Beschäftigungen geleistet haben: Patrick las viel, besuchte mit seiner Mutter das Theater und gab eigene kleine Tanzvorstellungen im Freundeskreis der Mutter. Beim Spiel in den weitläufigen Gartenanlagen entwickelte er seine eigenen kindlichen Geheimrituale, aber auch eine tiefgehende Beziehung zur Natur.
Im Alter von zehn Jahren wurde Patrick auf ein Jungen-Internat in Moss Vale in New South Wales geschickt, wo man sich wegen des Hochland-Klimas Besserung für seine Gesundheit erhoffte. Obwohl er eine Weile brauchte, um sich an das Zusammenleben mit anderen Kindern zu gewöhnen, akklimatisierte er sich schließlich und begann mit dem Schreiben eigener Theaterstücke – wobei die durchaus „erwachsenen“ Themen der Umgebung und dem Alter des pubertierenden Jungen geschuldet sein dürften. 1924 geriet die Schule jedoch in finanzielle Schwierigkeiten, und Whites Eltern schickten den Jungen auf Vorschlag der Internatsleitung auf das Cheltenham College in England, wo er vier Jahre seiner Jugend verbrachte, eine Zeit, die er später als „vierjährige Gefängnisstrafe“ bezeichnete.
White zog sich in sich selbst zurück und hatte wenige Freunde im College. Früh war er sich seiner Homosexualität bewusst, was seine Introvertiertheit in der schulischen Umgebung noch verstärkte. In den Schulferien bereiste er mit seinen Eltern Europa; die innerliche Entfernung zu seinen Eltern ließ sich jedoch nicht überbrücken. Sein engster Freund wurde Ronald Waterall, ein älterer Schüler, mit dem er die Leidenschaft fürs Theater teilte. Sie besuchten gemeinsam Theater- und Tanzvorstellungen in London und schwärmten für ihre Lieblingstänzerinnen. Als Waterall die Schule nach seinem Abschluss verließ, war White wieder allein mit sich.
Patrick White überredete seine Eltern, das College früher verlassen zu dürfen, um Schauspieler zu werden. Sie willigten unter der Bedingung ein, dass er zunächst nach Hause nach Australien käme, um ein Leben auf dem Land zu versuchen. Patrick und sein Cousin Alf waren die einzigen männlichen Erben der White’schen Viehzuchtbetriebe.

### Studium
White arbeitete zwei Jahre als Farmgehilfe, zunächst auf Monaro, einer Farm am Rand der Snowy Mountains in New South Wales, dann auf einem Anwesen eines der Whitycombs bei Walgett im Norden des Landes. Seine Eltern hofften immer noch, dass seine künstlerischen Ambitionen verschwinden würden, wenn er einmal das harte Leben auf der Farm kennengelernt hätte. White entwickelte zwar eine enge Beziehung zur ihn umgebenden Natur, begann jedoch parallel wieder zu schreiben.
Vor allem seine Mutter unterstützte nach der wenig geglückten Farm-Episode sein Vorhaben, zur Universität Cambridge zu gehen; von 1932 bis 1935 studierte er am King’s College französische und deutsche Literatur. Eine zunächst unglückliche Liebe zu einem Mitstudenten frustrierte ihn; wie viele Homosexuelle seiner Generation wagte er nicht, über seine Gefühle zu sprechen, und fürchtete ein Leben in Einsamkeit. Dennoch mündete seine Freundschaft mit dem Kommilitonen schließlich in einer Liebesbeziehung.
1933 reiste er in den Sommerferien nach Deutschland. Trotz des beginnenden Nationalsozialismus genoss er seinen Aufenthalt und verbrachte bis 1935 fast seine ganze Ferienzeit in Deutschland. Er entwickelte eine Leidenschaft für die deutsche Literatur der Romantik, bereiste das ganze Land und versuchte die politischen Entwicklungen zu ignorieren.

“… in the early stages of my love affair with Germany, in spite of some disturbing personal clashes with the Nazi mentality, the burning of the books while I was in Heidelberg, and shadowy, persecuted Jews living along the same street, Hitler was still an object for scorn and cynicism among liberal-thinking Germans. We laughed our heads off drinking Schnapps on the safe balcony above the Holzgraben in Hanover.”

„… trotz einiger beunruhigender Begegnungen mit der Nazi-Mentalität, den Bücherverbrennungen während meiner Zeit in Heidelberg, trotz der verfolgten Juden, die in derselben Straße ein Schattendasein lebten, war Hitler am Anfang meiner Liebesbeziehung mit Deutschland noch eine Zielscheibe des Hohns und Spotts für liberal denkende Deutsche. Wir saßen auf unseren sicheren Balkonen über dem Holzgraben in Hannover, tranken Schnaps und lachten uns kaputt.“

Noch während Whites Studienzeit in Cambridge erschienen 1934 zwei seiner Gedichte in der Zeitung The London Mercury: Meeting Again und The Ploughman, das 1935 auch in das Jahrbuch The Best Poems of 1935 aufgenommen wurde, die bis dahin wichtigste Anerkennung seiner schriftstellerischen Arbeit. Der Druck einer ersten Gedichtsammlung unter dem Titel The Ploughman and Other Poems wurde in Australien von Whites Mutter finanziert; sie organisierte auch die Aufführung eines seiner Theaterstücke durch eine Amateurtruppe.
1935 schloss White die Universität mit dem Bachelor of Arts ab und ließ sich mithilfe einer finanziellen Unterstützung seines Vaters von 400 Pfund im Monat in einem Londoner Künstlerviertel nieder. Er blühte auf, schrieb einiges, das unveröffentlicht blieb, und überarbeitete den während seiner Farmzeit geschriebenen Roman Happy Valley. Er traf seinen alten Schulfreund Ron Waterall wieder, schloss enge Freundschaft mit dem australischen Maler Roy de Maistre und tauchte in die Welt von James Joyce’ Ulysses ein.

### Schriftstellerleben
Als 1937 sein Vater starb und ihm 10.000 Pfund hinterließ, konnte er sein Schriftstellerleben weiterführen, ohne zu sehr auf materiellen Erfolg Rücksicht nehmen zu müssen. Er schrieb zwei weitere Dramen und fand schließlich 1939 einen Verleger für Happy Valley; der Roman fand wohlwollende Aufnahme in London, so wurde er etwa von Graham Greene, Elizabeth Bowen und Herbert Read gelobt, wenn auch die zu deutlichen Einflüsse des Ulysses bemängelt wurden. Kritiker in Australien waren weniger begeistert von der Beschreibung des australischen Landlebens.
Seinen zweiten Roman Nightside ließ White unvollendet, nachdem er einige negative Meinungen dazu erfahren hatte – später sprach er davon, seine Entscheidung bedauert zu haben.
1939 reiste White in die USA, um einen Verleger für Happy Valley zu finden und einen neuen Roman zu beginnen. Er bereiste Kalifornien und New Mexico und Cape Cod in Massachusetts, wo The Living and the Dead entstand.

“Happy Valley may have shown a certain number of critics and readers that I was an author; now I had to show myself by keeping it up. I imagine this is how most second novels get written.”

„Happy Valley mochte einigen Kritikern und Lesern gezeigt haben, dass ich ein Schriftsteller war; jetzt hatte ich es mir selbst zu beweisen, indem ich weitermachte. Ich vermute, so werden die meisten zweiten Romane geschrieben.“

Der zweite Roman fand in New York schnell einen Verleger, jedoch keinen in London. Als Großbritannien in den Zweiten Weltkrieg eintrat, kehrte White nach London zurück und wurde als Nachrichtenoffizier in die Royal Air Force aufgenommen. Während des Krieges wurde er im Nahen Osten, in Ägypten, Palästina und Griechenland eingesetzt. In Alexandria lernte er den griechischen Offizier Manoly Lascaris kennen, der sein Lebensgefährte werden sollte.

### Erfolge als Schriftsteller
Nach seiner Entlassung aus dem Kriegsdienst zogen White und Lascaris 1946 nach Australien und kauften ein altes Haus in Castle Hill, damals außerhalb von Sydney. Sie verbrachten 18 Jahre auf dem Dogwoods getauften Anwesen, züchteten Blumen, Gemüse und Milchvieh, und White veröffentlichte 1955 The Aunt’s Story und The Tree of Man. Ins Deutsche übersetzt wurde The Tree of Man 1957 unter dem Titel Zur Ruhe kam der Baum des Menschen nie von Annemarie und Heinrich Böll. Obwohl in den USA und England erfolgreich, verriss sie jedoch die australische Kritik teilweise als „unaustralisch“ und das Publikum ignorierte die Romane. Erst mit dem Roman Voss kam 1957 der Durchbruch auch in seinem Heimatland; White wurde mit dem ersten Miles Franklin Award ausgezeichnet.
Der 1961 erschienene Roman Riders in the Chariot (deutsch Die im feurigen Wagen, 1969), der die Eintönigkeit des Lebens in der fiktiven australischen Kleinstadt Sarsaparilla beschreibt, wurde ein Bestseller und White erhielt erneut den Miles Franklin Award.
Sarsaparilla blieb in den 60er-Jahren ein Motiv von Whites Arbeiten; in der Kurzgeschichtensammlung The burnt ones (1964, dt. Die Verbrannten, 1992) und dem Stück The season of Sarsaparilla trifft man wieder darauf.
1964 verkauften White und Lascaris Dogwoods und zogen näher ins Zentrum von Sydney.
White hatte sich einen Namen unter den großen englischsprachigen Schriftstellern gemacht. Dennoch führte er ein zurückgezogenes Leben und vermied Interviews und öffentliche Auftritte, wenn sich auch sein Freundeskreis vergrößert hatte. 1968 schrieb White The Vivisector (erschienen 1972, dt. Der Maler, 1974), die Charakterstudie eines Künstlers. Parallelen zu seinem Freund Sidney Nolan bestritt er jedoch heftigst. Etwa um diese Zeit entschied White, keine weiteren Auszeichnungen für seine Arbeit mehr anzunehmen. Er lehnte den mit 10.000 US-Dollar dotierten Britannia Award ebenso ab wie einen weiteren Miles Franklin Award. Er beteiligte sich jedoch an den Auswahlverfahren für andere Preisträger.
Ein Angebot von Harry M. Miller zur Entwicklung eines Drehbuchs zu Voss wurde nicht realisiert.
White engagierte sich politisch gegen Zensur, die damals in Australien noch üblich war; so kämpfte er etwa für die Zulassung von Philip Roths Roman Portnoys Beschwerden. Außerdem unterzeichnete er eine Stellungnahme australischer Politiker, Künstler und Akademiker gegen die Beteiligung ihres Landes am Vietnamkrieg.
Der Nobelpreis für Literatur wurde Patrick White 1973 für seine epische und psychologische Erzählkunst, durch die der Literatur ein neuer Erdteil zugeführt worden ist, zuerkannt. White sandte seinen Freund Sidney Nolan nach Stockholm, der den Preis stellvertretend für ihn entgegennahm.
Als unmittelbare Reaktion auf den Nobelpreis wurde die Auflage des Romans The Eye of the Storm (1973, dt. Im Auge des Sturms, 1974) verdoppelt und der Vorschuss auf den nächsten Roman erhöht. Das Preisgeld nutzte Patrick White zur Stiftung des Patrick White Awards für langjährige, jedoch bislang erfolglose Schriftsteller. 1973 wurde White außerdem zum Australier des Jahres gewählt.

### Lebensabend
White unterstützte die Laborregierung von Gough Whitlam und entwickelte, nachdem dieser über zwei Skandale 1975 gestürzt war, eine anti-royalistische Einstellung, die er in einem seiner seltenen Fernsehauftritte deutlich machte.
Die 70er Jahre brachten gesundheitliche Probleme für White mit sich; Augenprobleme und chronische Lungenbeschwerden gehörten dazu. Als 1979 sein Roman The Twyborn Affair (dt. Die Twyborn-Affäre, 1986) für den Booker Prize nominiert wurde, bat White die Jury, ihn von der Vorschlagsliste zu nehmen, um jüngeren Schriftstellern eine Chance zu geben. Bald darauf verkündete er, dass die Twyborn-Affaire sein letzter Roman sei und er künftig nur noch für Radio oder Bühne schreiben werde.
1981 veröffentlichte White seine Autobiografie Flaws in the Glass: A Self-Portrait (dt. Risse im Spiegel, 1994), in der er einige Aspekte seines Lebens ansprach, über die er bis dahin nicht gesprochen hatte, so etwa seine Homosexualität und seine Entscheidung, den Nobelpreis nicht selbst entgegenzunehmen. Am Palmsonntag 1982 wandte er sich auf einer Veranstaltung an 30.000 Zuhörer und sprach sich gegen den Uranbergbau und Nuklearwaffen aus.
Mit Memoirs of Many in One erschien 1986 Whites letzter Roman. Im gleichen Jahr wurde Voss als Oper uraufgeführt. White lehnte ab, bei der Uraufführung beim Adelaide Festival dabei zu sein, da Königin Elisabeth II. ebenfalls eingeladen war, und zog es vor, die Aufführung in Sydney zu sehen. 1987 schrieb White Three Uneasy Pieces, in dem er seine Gedanken zum Altern und das Bemühen um ästhetische Perfektion darlegte, und unterstützte den Autor David Marr, der seine Biographie schrieb, in neun Sitzungen bei den Detailfragen.
White starb am 30. September 1990 in seinem Haus in Sydney. Seine Asche wurde einige Tage später von Manoly Lascaris und seiner Agentin Barbara Mobbs in einem Teich im Centennial Park verstreut.

## Werke

### Gedichtbände
- Thirteen Poems. ca. 1930 (unter dem Pseudonym Patrick Victor Martindale)
- The Ploughman and Other Poems. 1935

### Romane
- Happy Valley. 1939
- The Living and the Dead. 1941
- The Aunt’s Story. 1948
- The Tree of Man. 1955 (dt. Zur Ruhe kam der Baum des Menschen nie. 1957, übersetzt durch Heinrich und Annemarie Böll.)
- Voss. 1957 (dt. Voss. Kiepenheuer und Witsch, Köln 1958)
- Riders in the Chariot. 1961 (dt. Die im feurigen Wagen. 1969)
- The Solid Mandala. 1966 (dt. Die ungleichen Brüder. 1978)
- The Vivisector. 1970 (dt. Der Maler. 1972)
- The Eye of the Storm. 1973 (dt. Im Auge des Sturms. 1974)
- A Fringe of Leaves. 1976 (dt. Der Lendenschurz. 1982)
- The Twyborn Affair. 1980 (dt. Die Twyborn-Affaire. 1986)
- Memoirs of Many in One. 1986

### Kurzgeschichten
- The Burnt Ones. 1964 (dt. Die Verbrannten. 1992)
- The Cockatoos. 1974
- Three Uneasy Pieces. 1988

### Dramen
- Return to Abyssinia. 1947
- Four Plays. 1965
- Big Toys. 1978
- Signal Driver. 1983

### Sonstiges
- Flaws in the Glass: A Self-Portrait. 1981 (dt. Risse im Spiegel. 1994)
- Patrick White Speaks Essays. 1990
- Letters. Herausgegeben von David Marr, 1994